# Anke Weschenfelder
Anke Weschenfelder (* 16. August 1964 in Zeulenroda) ist eine deutsche Autorin.

## Leben
Anke Weschenfelder ist in der DDR geboren und aufgewachsen und studierte seit 1983 fünf Semester Pädagogik an der Humboldt-Universität zu Berlin. Sie stellte 1986 einen Ausreiseantrag, arbeitete seitdem in Gelegenheitsjobs und flüchtete im August 1989 über Ungarn nach Westberlin. Sie lebte zeitweilig in England und studierte 1993–1998 Anglistik und Germanistik an der Friedrich-Schiller-Universität Jena. 1995/96 besuchte sie mit einem DAAD-Stipendium die University of California in Davis.
1998 übersiedelte Anke Weschenfelder mit ihrem aus Luzern stammenden Ehemann in die Schweiz und arbeitete als Übersetzerin, Sachbearbeiterin, Redakteurin beim Deutschen Literatur-Lexikon sowie als Lehrerin und Heilpädagogin. Seit 2013 ist sie als Bibliothekarin in Zürich tätig. Sie lebt in Winterthur.

## Romane
- Aschmanns Täuschungen, eFeF-Verlag Bern 2000, ISBN 3-905561-38-7
- Oklahoma, Rotpunktverlag Zürich 2002, ISBN 3-85869-244-1
- Erinnerungslücken. Wildwuchs im Osten, Schardt Verlag Oldenburg 2010, ISBN 978-3-89841-492-0
- Backstage, 2013, ISBN 978-1-291-40624-5
- Revolution, 2013, ISBN 978-1-291-47148-9
- Niemand, 2013, ISBN 978-1-291-58380-9

## Kurzgeschichte
Bis dass der Tod, in: Entwürfe. Zeitschrift für Literatur 34, Zürich, Mai 2003, ISBN 3-906729-18-4

## Preise und Auszeichnungen
- 2001 Werkbeitrag der Schweizer Kulturstiftung Pro Helvetia für Oklahoma
- 2003 Werkbeitrag des Kantons Zürich für den bisher unveröffentlichten Roman Revolution